# وزارة العمل والسياسات الاجتماعية (إيطاليا)
وزارة العمل والسياسات الاجتماعية الايطالية (بالإيطالية: Ministero del lavoro e delle politiche sociali)‏ هي وزارة تابعة لحكومة جمهورية إيطاليا مسؤولة عن سياسات العمل والتوظيف وحماية العمال وملاءمة نظام الضمان الاجتماعي والسياسة الاجتماعية ، مع إشارة خاصة إلى الوقاية والحد من ظروف الحاجة والضيق بين طبقة العمال من الشعب. ويرأسها وزير العمل، وهو المنصب الذي تشغله نونزيا كاتالفو منذ 5 سبتمبر 2019.